# サルガレーダ
サルガレーダ（伊: Salgareda）は、イタリア共和国ヴェネト州トレヴィーゾ県にある、人口約6,600人の基礎自治体（コムーネ）。

## 地理

### 位置・広がり

#### 隣接コムーネ
隣接するコムーネは以下の通り。
- チェッサルト
- キアラーノ
- ノヴェンタ・ディ・ピアーヴェ (VE)
- サン・ビアージョ・ディ・カッラルタ
- サン・ドナ・ディ・ピアーヴェ (VE)
- ポンテ・ディ・ピアーヴェ
- ゼンソン・ディ・ピアーヴェ

### 気候分類・地震分類
気候分類では、zona E, 2351 GGに分類される。
また、イタリアの地震リスク階級 (it) では、zona 3 (sismicità bassa) に分類される。

## 姉妹都市
- Saint-Alban、フランス 1989年
- Brzeziny、ポーランド 2010年